# Norina Trombini
(Norina Trombini)
Norina Trombini (Ravenna, 14 agosto 1916 – Ravenna, 4 giugno 2009) è stata una partigiana italiana.

## Biografia
Entrò a far parte della Resistenza nel ravennate sin dai primi giorni dopo l'armistizio dell'8 settembre 1944 con il nome di battaglia Ortensia, contribuendo alla creazione di una efficiente rete di staffette al servizio dell'attività clandestina partigiana, assieme ad altre numerose donne (tra cui Maria Bartolotti).
"Era capace di fare chilometri e chilometri con la sua bicicletta per un messaggio. Nascondeva gli ordini nella biancheria che portava addosso e quando la frugavano si mostrava spavalda. Lei, nel dopoguerra, quando le si ricordava i pericoli corsi si schermiva. Diceva che non era la sola. Che tanti avevano corso dei rischi come lei."
A partire dall'estate del 1944 svolse la sua attività presso il Distaccamento "Terzo Lori" della 28ª Brigata Garibaldi "Mario Gordini", dislocato presso l'Isola degli Spinaroni, rimanendo ad esso aggregata sino alla Liberazione.